# Jan Pokeršnik
Jan Pokeršnik (Ravne na Koroškem, 15 de dezembro de 1989) é um voleibolista profissional esloveno, que atua como ponta. É jogador da Seleção Eslovena. 

## Clubes
| Anos                      | Clube                |
| ------------------------- | -------------------- |
| 2008—2009                 | OK Fram              |
| 2009—2010                 | ACH Volley Liubliana |
| 2010—2013                 | Calcit Kamnik        |
| 2013—2014                 | ACH Volley Liubliana |
| 2014—2015                 | Beauvais Oise UC     |
| 2015—2016 (até 02.2016)   | PV Lugano            |
| 2016—2022 (de 07.02.2016) | ACH Volley Liubliana |
| 2022—                     | CSA Steaua București |

## Títulos
Clubes
Copa da Eslovénia:
- 2010, 2018, 2019, 2020, 2022

Liga da Europa Central - MEVZA:
- 2010, 2014, 2016, 2017, 2019, 2020, 2021, 2022[1]
- 2018

Campeonato da Eslovena:
- 2010, 2014, 2016, 2017, 2018, 2019, 2020, 2022[2]
- 2012, 2013, 2021

Seleção principal
Liga Europeia:
- 2015

Campeonato Europeu:
- 2015